# Siervas del Sagrado Corazón de Jesús de Vich
La Mínima Congregación de Siervas del Sagrado Corazón de Jesús es una congregación religiosa católica femenina de derecho pontificio, fundada por el sacerdote español Juan Collell Cuatrecasas en Vich, el 8 de septiembre de 1891. A las religiosas de este instituto se les conoce como Siervas del Sagrado Corazón de Jesús y en algunas partes de España como hermanas de las obreras. Sus miembros posponen a sus nombres las siglas S.C.J.

## Historia

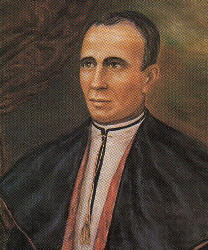
Juan collell (1864-1921), fundador de la congregación.

El sacerdote español Juan Collell Cuatrecasas, con la ayuda de las jóvenes Pía Criach Genestos y Carme Soler Paracolls, dio inicio en Vich (Barcelona) a una congregación religiosa femenina con el fin de atender y educar a las jóvenes operarias, el 8 de septiembre de 1891. En sus inicios Collell pensó que lo más conveniente, visto la similitud del carisma, era unirse con las Trinitarias de Madrid, sin embargo, los tentativos de unión fueron fallidos. Las primeras religiosas profesaron sus votos diciembre de 1897.
Pía Criach fue escogida como la primera superiora del instituto, y durante su gobierno, se fundaron más de diez comunidades en España y logró la aprobación diocesana (19 de julio de 1926). La Santa Sede aprobó el instituto como congregación de derecho pontificio el 8 de junio de 1957.

## Organización
La Mínima Congregación de Siervas del Sagrado Corazón de Jesús es un instituto religioso centralizado, cuyo gobierno lo ejerce la superiora general, a la que sus miembros llaman Madre general. La sede central se encuentra en Vich.
Las Siervas del Sagrado Corazón de Jesús se dedican a la atención de las jóvenes operarias, acogiéndolas en sus pensiones y proporcionando ayuda en los cuidados y educación de sus hijos. Para la atención de los niños poseen escuelas y guarderías.
En 2015, la congregación contaba con unas 87 religiosas y 18 comunidades, presentes en Argentina, Brasil, España, México, Mozambique, Paraguay y Uruguay.